# Frank Hatje
Frank Hatje (* 1962 in Hamburg) ist ein deutscher Historiker.

## Leben
Er studierte von 1981 bis 1989 Geschichte, Germanistik, griechische Philologie und öffentliches Recht in Tübingen und Hamburg, wo er 1996 promoviert wurde. Von 1996 bis 1998 forschte er zu Institutionen der Armenfürsorge. Am Institut für Europäische Geschichte (Mainz) im Rahmen des Projekts Kontinuitäten oder revolutionärer Bruch? Eliten im Übergang vom Ancien Régime zur Moderne (1750 - 1850) forschte er von 1998 bis 2000 mit einem Stipendium zu Sozialkonzepten bürgerlicher Eliten im Fokus des Armenwesens, Hamburg 1700 - 1830. Seit 2001 leitete er die Edition der Tagebücher Ferdinand Benekes. Nach der Habilitation Stiftung und Stadt. Das Hospital zum Heiligen Geist und Marien-Magdalenen-Kloster in der Geschichte Hamburgs vom 13. bis 19. Jahrhundert 2003 lehrt er seit 2003 als Privatdozent am Historischen Seminar der Universität Hamburg.
Seine Forschungsschwerpunkte sind Kirche, Religion und Frömmigkeit: Protestantismus in deutscher und europäischer Perspektive (16. – 19. Jahrhundert), Stadtgeschichte und Geschichte des Bürgertums (15. bis 19. Jahrhundert), Hospital- und Stiftungsgeschichte vom Mittelalter bis zum Ersten Weltkrieg, Selbstzeugnisse des 18. und 19. Jahrhunderts, Migration und Kulturtransfer in der Frühen Neuzeit, Rituale, symbolische Kommunikation und Raum, Armenfürsorge und Selbsthilfegesellschaft (16. – 19. Jahrhundert), Seuchengeschichte und Sozialgeschichte der Medizin vom Mittelalter bis ins 19. Jahrhundert und norddeutsche Regionalgeschichte mit Schwerpunkt Hamburg.

## Schriften (Auswahl)
- Leben und Sterben im Zeitalter der Pest. Basel im 15. bis 17. Jahrhundert. Helbing & Lichtenhahn, Basel u. a. 1992, ISBN 3-7190-1241-7.
- mit Jürgen Zabeck: Johann Georg Büsch (1728 - 1800). Wirtschaftliches Denken und soziales Handeln (= Schriften der Hamburgischen Gesellschaft zur Beförderung der Künste und Nützlichen Gewerbe, Band 4). Verein für Hamburgische Geschichte, Hamburg 1992, ISBN 3-923356-45-5.
- Repräsentationen der Staatsgewalt. Herrschaftsstrukturen und Selbstdarstellung in Hamburg 1700 - 1900. Helbing & Lichtenhahn, Basel u. a. 1997, ISBN 3-7190-1613-7. (zugleich Dissertation, Hamburg 1996).
- Das Gast- und Krankenhaus in Hamburg 1248 - 1998 Stiftung "Gast und Krankenhaus", Hamburg 1998.
- »Gott zu Ehren, der Armut zum Besten«. Das Hospital zum Heiligen Geist und Marien-Magdalenen-Kloster in der Geschichte Hamburgs vom Mittelalter bis in die Gegenwart. Convent Verlag, Hamburg 2002, ISBN 3-934613-47-0.
- Stiftungen in der Geschichte Hamburgs. Hamburg 2002, OCLC 935010453. (zugleich Habilitationsschrift, Hamburg 2002).
- als Herausgeber mit Klaus Weber: Überseehandel und Handelsmetropolen Europa und Asien, 17. – 20. Jahrhundert (= Hamburger Wirtschafts-Chronik, Neue Folge, Band 7). Hanseatischer Merkur, Hamburg 2008, OCLC 645377329.
- Ferdinand Beneke: Die Tagebücher. Wallstein-Verl., Göttingen.
  - Abteilung I. ISBN 978-3-8353-0878-7.
  - Abteilung II. ISBN 978-3-8353-0911-1.
  - Abteilung III. ISBN 978-3-8353-0912-8.
  - Abteilung IV. ISBN 978-3-8353-0913-5.